# Meragisa salvina
Meragisa salvina är en fjärilsart som beskrevs av William Schaus 1928. Meragisa salvina ingår i släktet Meragisa och familjen tandspinnare. Inga underarter finns listade i Catalogue of Life.